# يوشيرو ناكامورا
يوشيرو ناكامورا (باليابانية: 中村 祥朗) (17 أكتوبر 1979 في نارا في اليابان – )؛ هو لاعب كرة قدم ياباني سابق كان يلعب كمدافع.

## وصلات خارجية
- يوشيرو ناكامورا على موقع رابطة كرة القدم اليابانية للمحترفين (اليابانية)
- يوشيرو ناكامورا على موقع قاعدة بيانات كرة القدم.إي يو (الإنجليزية)
- يوشيرو ناكامورا على موقع عالم كرة القدم.نت (الإنجليزية)